# Fritz Müller (Ringer)
Fritz Müller (* 1917; † 1999) war ein deutscher Ringer in der Schwergewichtsklasse aus Bamberg.

## Werdegang
Fritz Müller begann seine Laufbahn beim KSV Bamberg bereits mit 8 Jahren und wurde 1935 deutscher Jugendmeister. Schnell machte er sich auch bei den Senioren einen Namen, bei denen damals Kurt Hornfischer, Nürnberg den Ton angab. Bereits 1938 errang er – in Abwesenheit von Hornfischer – seinen ersten deutschen Meistertitel im griechisch-römischen Stil vor Willi Liebern, Dortmund und Erich Siebert, Mainz. Diesem Titel folgten drei weitere in den Jahren 1940, 1943 und 1948 und eine Vizemeisterschaft 1949. Den Titel im freien Stil gewann er 1949 vor Jakob Feilhuber, Neuaubing.
1947 und 1949 gelangen ihm im Rahmen von Mannschaftskämpfen drei Siege über Kurt Hornfischer. Im November 1948 feierte er seinen 100 Sieg gegen einen deutschen Gegner in Folge, eine Siegesserie, die erst 1949 von Willi Liebern beendet wurde. Da ihm bei den Europameisterschaften 1938 und 1939 die erfahreneren Karl Ehret, Ludwigshafen und Kurt Hornfischer vorgezogen worden waren, blieben drei Länderkämpfe im Jahr 1940 (2 Siege über Donati, Italien, 1 Niederlage gegen Bobis, Ungarn) seine einzigen internationalen Einsätze.
1950 trat er zu den Berufsringern über, bei denen er ebenfalls sehr erfolgreich rang und war danach lange Jahre ein beliebter Gastwirt im Zentrum Bambergs.

### Deutsche Meisterschaften
- 1938, 1. Platz, GR, S, vor Willi Liebern, Dortmund u. Erich Siebert, Mainz,
- 1940, 1. Platz, GR, S, vor Hudasch, Breslau u. Anton Strobl, München-Neuaubing,
- 1943, 1. Platz, GR, S, vor Moser, Berlin u. Garbe, Hamburg,
- 1948, 1. Platz, GR, S, vor Maier, Göppingen u. Häfner, Hanau,
- 1949, 2. Platz, GR, S, hinter Willi Liebern u. vor Maier,
- 1949, 1. Platz, F, S, vor Jakob Feilhuber, München-Neuaubing u. Anton Strobl